# Jeseter velký
Jeseter velký (Acipenser sturio) je tažná ryba, největší evropský zástupce jeseterovitých ryb. Jeseter velký se dříve vyskytoval i v českých zemích kde je od roku 1917 považován za vyhynulého, celosvětově patří mezi kriticky ohrožené druhy. V současné době se přirozeně rozmnožuje pouze v řece Garonně ve Francii, roku 2012 proběhl poměrně úspěšný pokus o reintrodukci do Rýna.

## Popis
Hlava přechází ve špičatý rypec, který tvoří zhruba polovinu délky hlavy, na něm jsou bezzubá ústa a čtyři vousky. Na bocích má okolo 30 štítků, hřbetních štítků má 9 až 13. Hřbetní ploutev je posunuta velmi výrazně směrem k ocasní ploutvi, která je nápadná tím, že má výrazně prodloužený horní lalok. Jeseter velký průměrně dorůstá do dvou metrů, poměrně často jsou zaznamenány třímetrové kusy. Průměrná váha se pohybuje kolem 150 kilogramů, u třímetrových kusů bývá udávána až 330 kg. Výjimečně dorůstal do délky 5 až 6 m.
Tře se v červnu a v červenci v hlubokých jámách v prudce tekoucím říčním korytě. Klade velký počet jiker – až dva a půl miliónu. Matečné ryby i plůdek se ve sladkých vodách zdrží jen krátce. Živí se nejrůznějšími mořskými bezobratlými, jako jsou korýši, červi a měkkýši. Větší jeseteři loví i ryby, které žijí při dně.

## Příčiny poklesu stavů
Příčinou poklesu jeho stavů je nadměrný rybolov v polovině 19. století a budování přehrad a hrází, které mu zabraňovaly dostat se na místa tření. V Asii klesají stavy i ostatních druhů jeseterovitých ryb. Důvodem je především lov v době tření – z jejich jiker se vyrábí pravý kaviár, který je vyhledávanou pochoutkou.